# Harvest Moon: A Wonderful Life
Harvest Moon: A Wonderful Life (牧場物語～ワンダフルライフ, Bokujō Monogatari: Wonderful Life) est un jeu vidéo de type simulation de vie / RPG développé par Victor Interactive Software. Il est sorti sur GameCube en 2003 et sur PlayStation 2 en 2004.
Une version pour fille intitulée Harvest Moon: Another Wonderful Life est également sortie en juillet 2004. La différence majeure est que le joueur contrôle une femme au lieu d'un homme comme personnage principal et qu'il y a le choix d'épouser trois garçons du village.
Une version remasterisée du jeu intitulé Story Of Seasons: A Wonderful Life sort en 2023 sur Nintendo Switch, Playstation 5, Xbox Series et Microsoft Windows.

## Système de jeu
Le jeu se déroule dans la vallée des Myosotis (Forget-Me-Not valley), les interactions sociales sont importantes, ne serait-ce que pour trouver votre futur partenaire. Il y a 3 hommes et femmes que vous pouvez marier, avec chacune une personnalité très différente. Cette partie du jeu influera sur votre futur enfant mais aussi sur la ferme.
La gestion des conditions climatiques et de la lumière du jour est véritablement réussie dans le jeu. 
- Les ombres des arbres et des constructions sont très réalistes, elles grandissent quand le soleil se couche, etc.
- On peut vraiment voir la pluie arriver et s'intensifier progressivement...
- Le choix des graines à planter se fait en fonction de la saison (exemple : les tomates doivent être plantées du printemps à l'automne).

## Connectivité
Il est possible de connecter à la GameCube un adaptateur pour la relier à la Game Boy Advance et ainsi faire des échanges entre Harvest Moon: Another Wonderful Life et Harvest Moon: More Friends of Mineral Town.